# Ferdinánd szász–coburg–gothai herceg
Ferdinánd szász–coburg–gothai herceg (Coburg, 1785. március 28. – Bécs, 1851. augusztus 27.) az osztrák Császári és Királyi Hadsereg (Kaiserlich-Königliche Armee) tábornagya (k.k. Feldmarschall).

## Származása, ifjúsága
Ferdinánd volt Ferenc szász–coburg–saalfeldi herceg és Auguszta reuss–ebersdorfi grófnő második fia. 
Bátyja I. Ernő szász–coburg–gothai herceg, öccse I. Lipót belga király volt.

## A napóleoni háborúkban
Ferdinánd részt vett az eckmühli, asperni és wagrami csatában.
A kulmi csatában súlyosan megsebesült.
1818-ban áttért a katolikus hitre.

## Családja
1816. január 2-án Bécsben feleségül vette Koháry Mária Antóniát, akitől négy gyermeke született:
- Ferdinand August Franz Anton (1816–1885), 1837-től II. Ferdinánd néven Portugália királya, II. Mária (da Glória) portugál királynő férje.
- August Ludwig Viktor(wd) (1818–1881), aki 1843-ban Marie-Clémentine d’Orléans(wd) francia királyi hercegnőt (1817–1907), Lajos Fülöp király leányát vette feleségül.
- Leopold Franz Julius(wd) (1824–1884), aki 1862-ben Constanze Geigert vette feleségül.
- Viktoria Franziska Antonia(wd) (1822–1857), aki 1840-ben feleségül ment Louis Charles Philippe Raphael d’Orléans francia királyi herceghez (1814–1896), Nemours hercegéhez, Lajos Fülöp király fiához.

## Fordítás
Ez a szócikk részben vagy egészben  a   Ferdinand George August van Saksen-Coburg-Saalfeld-Koháry című holland Wikipédia-szócikk fordításán alapul.  Az eredeti cikk szerkesztőit annak laptörténete sorolja fel. Ez a jelzés csupán a megfogalmazás eredetét és a szerzői jogokat jelzi, nem szolgál a cikkben szereplő információk forrásmegjelöléseként.